# Ophthalmolabus ukerewensis
Ophthalmolabus ukerewensis es una especie de coleóptero de la familia Attelabidae.

## Distribución geográfica
Habita en Tanzania.